# Chemins de fer électriques du Caire et des oasis d'Héliopolis
Les Chemins de fer électriques du Caire et des oasis d'Héliopolis ont été créés par le baron Édouard Louis Joseph Empain en 1906 dans le cadre de la construction de la ville d'Héliopolis en Égypte.
Ce dernier a obtenu le 23 mai 1905, la concession d'un chemin de fer électrique entre le Caire et la future ville d'Héliopolis. Dans cette entreprise il est associé à un notable local Bogos Pacha Nubar Ils créent ensemble une société de droit égyptien Cairo Electric Railways and Heliopolis Oases Company, approuvée par décret du 14 février 1906.
La Société exploite le réseau jusqu'en 1992, date de la cession à la  Cairo Transportation Authority (compagnie des transports du Caire).

## Les lignes
Elles sont construites à voie métrique et électrifiées.
- Le Caire (rue Emad el Dine) - Héliopolis 9 km en site propre appelé métro
- Le Caire - Héliopolis (via la route de l'Abbassiéh) (tramway no 2) ouverture 10 mai 1908[3]